# Lengua lemosina
Lemosín o lengua lemosina fue un término que se utilizó a partir del siglo XIII para designar el idioma emparentado con el Occitano que se hablaba desde la Edad Media en amplias zonas de la Corona de Aragón, denominándolo mediante el nombre de uno de los dialectos occitanos, el de la región noroccidental de Limoges. Al principio, en el siglo XVI, en los reinos de Valencia y de Mallorca, y los condados catalanes, la denominación designaba el catalán arcaico y la lengua trovadoresca. Aquel mismo siglo, en el reino de Valencia, ya se aplicó a la lengua contemporánea, aunque en el siglo XV, en torno a 1450, el humanista Ferran Valentí (1415-1476) usó ya el nombre de lengua mallorquina en el prólogo de su traducción de las Paradoxa de Cicerón.  En el siglo XIX, cuando Bonaventura Carles Aribau escribió la oda La Pàtria (1833), el término fue extendido también a las Islas Baleares, terminando de extenderse en Valencia, donde acabaría de popularizarse durante la Renaixença. Se vio en el término lemosín la oportunidad de una denominación unitaria para la lengua sin referencias geográficas que hiriesen susceptibilidades. Sin embargo, a mediados del siglo XIX, los especialistas en literatura trovadoresca consideraron inadecuada esta denominación y, en 1862, coincidiendo con la emergencia de las ideas nacionalistas en toda Europa y del catalanismo en particular, Marià Aguiló y Fuster reivindicó la utilización del nombre de "catalán" en los Juegos Florales.
La denominación no sólo se refería al supuesto origen occitano de la lengua (pertenece a las Lenguas occitanorromances), sino que algunos de los partidarios del término también incluían el propio occitano, poniendo al mismo nivel dentro del concepto común de lemosín los dialectos del catalán, valenciano o mallorquín con los dialectos del occitano.

## Historia
El origen del uso de esta denominación para el catalán, y a veces para el occitano, se encuentra ya en 1200 en el primer tratado de retórica trovadoresca y primera obra gramatical de una lengua románica, Razós de trobar, obra del catalán Ramon Vidal de Besalú, que aplica el nombre de lemosín a todo el occitano, dentro del cual muchos han considerado que incluía el catalán, al hablar "de nuestra lengua".
El 1220, el trovador occitano Albertí de Sisteron todavía sitúa Occitania junto a Cataluña, tierras que oponía a Francia, que las había conquistado.
Germà Colón, sin embargo, considera que el uso de lemosín para todo el occitano es equivalente al uso del nombre provenzal para el mismo idioma (Guifré de Foixà hace referencia a "cantares provenzales" y Lucier d’Averçó a "provenzalesco") y que en los dos casos el uso del nombre procede del país vecino en el área dialectal correspondiente, Francia para el lemosín e Italia para el provenzal. Por otro lado, la importancia de algunos trovadores lemosinos, como Bertran de Borne y Giraud de Bornelh, ayudó a la identificación de la lengua con uno de sus dialectos.
La primera vez que se aplicó el término lemosín en la Edad Moderna a la lengua de la poesía fue en 1502, en Mallorca, en el cartel de un premio para obras en "coplas lemosinas" en honor de Ramon Llull.
Y la primera ocasión en que se utilizó esta denominación ya en la Edad Moderna para denominar a la primitiva lengua catalana medieval fue en 1521 («la lengua llemosina primera»), refiriéndose a la lengua de Ramon Llull, en la edición de su Llibre de Evast e Blaquerna modernizado y publicado por Joan Bonllavi. En este caso el nombre estaba más justificado porque para la edición se compararon varios manuscritos de la obra y uno de ellos era en lengua occitana. Y en 1523 el nombre ya se aplicó a la versión modernizada que se iba a imprimir de Scala Dei, de Francesc Eiximenis, cuyo  original ya era catalán. Finalmente, en 1531 ya se aplicó el nombre lengua lemosina a la lengua catalana contemporánea, en la edición de Spill de Jaume Roig.
Baltasar de Romaní, traductor al castellano de Las obras del famosissimo philosofo y poeta Mossen Oisas Marco cavallero valenciano de nación catalán, Valencia, 1539, decía en la Epístola de presentación al duque de Calabria, virrey de Valencia, que sus moralidades estaban «en verso limosín escritas». Así, años después, Lope de Vega, en un epílogo a una edición de sus Rimas (1602) declaraba «castísimos son aquellos versos que escribió Ausiàs March en ''lengua lemosina».
En 1646, 1736 y 1791 aparece todavía en Mallorca referido a la lengua medieval de Ramon Llull, en sendas versiones modernas, aunque ya en Valencia se aplicaba a la lengua contemporánea.
La Real Cédula de Aranjuez de 1768, dictada por Carlos III, denominó "lengua lemosina" a la catalana a la hora de prohibir su uso en los juzgados y en las escuelas.

## La posición de la romanística
La romanística, durante el siglo XIX y XX, fue desmontando la teoría del origen común entre occitano y catalán y el término lemosín cayó en desuso por su inexactitud histórica y filológica. Fuera de las universidades, Gaspar Melchor de Jovellanos, desde el exilio en Mallorca, a principio del siglo XIX, ya había anunciado que en poco tiempo se volvería a llamar "catalán". En 1855, el menorquín Josep Maria Quadrado criticó el uso del nombre lemosín. Lo siguieron los catalanes Manuel Milá y Fontanals, principal especialista en la literatura trovadoresca (1858), y el gramático Antoni de Bofarull (1864). Mientras tanto, el valenciano Vicent W. Querol tituló una obra suya Rimes catalanes (1877) y el mallorquín Jeroni Rosselló, otra, Poetes balears. Setgle XIX. Poesies d'autors vivents escrites en català (1873). Marcelino Menéndez Pelayo, que había usado el nombre de lemosín, en 1889 defendió el de catalán.
Sin embargo, un sector de la Renaixença valenciana siguió defendiendo la teoría lemosinista sobre el origen de la lengua común de Cataluña, Valencia y Baleares (y su denominación de lengua lemosina), sin tener en cuenta que la romanística ya la había descartado por completo al concluir que la lengua propia de esos territorios no derivaba del occitano sino que solo estaba emparentado con él, formando el grupo de lenguas occitanorromances. El mantenimiento de la teoría lemosinista enturbió las relaciones con la Renaixença de Cataluña, que ya la había abandonado y denominaba a la lengua común de Cataluña, Valencia y Baleares, «catalán». De eso se quejó el cuarto presidente de Lo Rat Penat Rafael Ferrer y Bigné en 1881 (en valenciano):

Ese linaje [el llemosí] sancionado por los siglos y consagrado por la gloria, ha sido modernamente puesto en tela de juicio por algunos respetables escritores, principalmente catalanes, que llevados sin duda por el amor a la patria, hermana de la nuestra, pretenden trocar el nombre de lemosí por el de català... Preciso es levantar acta para dar la voz de alerta, y oponer, en su caso, a la fuerza de la imposición el derecho de la protesta».